# Beïdellite
La beïdellite est un minéral du groupe des smectites (famille des phyllosilicates), de formule chimique (Na,Ca)0,3Al2(Si,Al)4O10(OH)2 · n H2O.
Le nom de ce minéral fait référence à sa localité-type Beidell, une ancienne exploitation minière au sud de la rivière Saguache (en), dans le comté de Saguache (Colorado, États-Unis).